# Пепернот
 Пепернот  (нидерл. pepernoot, мн. ч. pepernoten, — буквально «перечные орехи») — голландское печенье, традиционно ассоциирующееся с празднованием дня Синтерклааса в начале декабря в Нидерландах и Бельгии. Печенье светло-коричневого цвета, неправильной формы и сделаны из ржаной муки, сливочного масла, мёда и аниса, а также специй: чёрного или белого перца, корицы, кориандра, мускатного ореха, гвоздики. Они довольно легко прожёвываются, хотя постепенно затвердевают.
Похожи на другую голландскую выпечку, которую также делают на Синтерклаас — Taaitaai. А ингредиенты имеют некоторое сходство с немецким пфеффернусом.

## История
Самое раннее упоминание можно найти в указе Гронингена 1640 года о создании гильдии кондитеров. Несомненно, что печенье уже существовало в 1615 году. Иногда ошибочно сообщается, что пепернот можно увидеть на картине Яна Стена XVII века Sint-Nicolaasfeest.
Распространённый обычай, связанный с пепернотеном, это бросать их горстями по комнате, чтобы дети могли их искать. Первоначально это был древний символ плодородия, мало чем отличающийся от бросания риса на свадьбу, как фермер, сеющий семена. В древние времена родители новорожденных клали одну или две морковки под подушку младенца. Они верили, что затем придет Синтерклаас и благословит ребёнка, осыпав младенца пепернотами.

## Название
Пепернот не всегда содержит перец. Возможно, во время создания печенья в рецепте был перец, и со временем его количество уменьшилось, потому что перец мог быть дорогим. Другим объяснением может быть то, что перец долгое время был собирательным названием специй в целом.
Слово pepernoot также использовалось для обозначения перца.
Pepernoot часто путают с Kruidnot — это маленькое круглое печенье, приправленное смесью голландских специй называемых speculaaskruiden, Koekkruiden или koekspecerijen.